# Předolympijský turnaj 1972
Předolympijský turnaj se konal 28. a 29. ledna 1972 v Tokiu. Zúčastnila se čtyři mužstva. Každé mužstvo odehrálo dva zápasy. 

## Výsledky a tabulka
|    |                | TCH | POL | USA | SUI | V | R | P | Skóre | B |
| 1. | Československo | *** | *** | 4:1 | 7:2 | 2 | 0 | 0 | 11:3  | 4 |
| 2. | Polsko         | *** | *** | 7:5 | 8:4 | 2 | 0 | 0 | 15:9  | 4 |
| 3. | USA            | 1:4 | 5:7 | *** | *** | 0 | 0 | 2 | 6:11  | 2 |
| 4. | Švýcarsko      | 2:7 | 4:8 | *** | *** | 0 | 0 | 2 | 6:15  | 2 |

 USA -  Polsko 7:5 (1:2, 4:0, 2:3)
28. ledna 1972 – Tokio
 Československo –  Švýcarsko  7:2 (2:1, 2:1, 3:0)
28. ledna 1972 – Tokio

Branky Československa: 14. Jiří Kochta, 18. Václav Nedomanský, 2x Bohuslav Šťastný, 2x Ivan Hlinka, Jan Havel.

Branky Švédska: 19. Michel Türler, 28. Hans Keller

Rozhodčí: Len Gagnon (USA), Šimpa (JPN)
ČSSR: Jiří Holeček – Vladimír Bednář, Rudolf Tajcnár, Oldřich Machač, František Pospíšil, Karel Vohralík, Josef Horešovský – Jiří Kochta, Václav Nedomanský, Jiří Holík – Jan Havel, Jaroslav Holík, Josef Černý (lední hokejista) – Vladimír Martinec, Ivan Hlinka, Bohuslav Šťastný.
Švýcarsko: Gérard Rigolet (Alfio Molina) - Gaston Furrer, Marcel Sgualdo, René Huguenin, Charles Henzen, Peter Lehmann, Peter Aeschlimann - Francis Reinhard, Michel Türler, Jacques Pousaz - Anton Neininger, Paul Probst, René Berra - Ueli Lüthi, Gérard Dubi, Hans Keller.
 Polsko -  Švýcarsko  7:4 (2:1, 2:0, 3:3)
29. ledna 1972 – Tokio
 Československo  –  USA 4:1 (0:1, 2:0, 2:0)
29. ledna 1972 – Tokio

Branky a nahrávky Československa: 37. Vladimír Martinec (Rudolf Tajcnár), 39. Vladimír Martinec, 49. Jiří Holík (Ivan Hlinka), 59. Vladimír Martinec (Bohuslav Šťastný).

Branky a nahrávky USA: 15. Thomas Mellor.

Rozhodčí: Japonští rozhodčí.

Vyloučení: 8:6 (využití 0:1, v oslabení 1:0)
ČSSR: Vladimír Dzurilla – Vladimír Bednář, Rudolf Tajcnár, Oldřich Machač, František Pospíšil, Karel Vohralík, Josef Horešovský – Jiří Kochta, Václav Nedomanský, Jiří Holík – Eduard Novák, Richard Farda, Josef Černý – Vladimír Martinec, Ivan Hlinka, Bohuslav Šťastný.
USA: Michael Curran - Walter Olds, Charles Brown, Thomas Mellor, James McElmury, Larry Bader, Frank Sanders - Craig Sarner, Keith Christiansen, Mark Howe - Stuart Irving, Robbie Ftorek, Ronald Naslund - Kevin Ahearn, Henry Boucha, Timothy Sheehy - Bruce McIntosh, Richard McGlynn.

## Externí odkaz
- (francouzsky) hockeyarchives.info/